# Priscilla Bertie, 21.ª Baronesa Willoughby de Eresby
Priscilla Barbara Elizabeth Bertie, 21.ª Baronesa Willoughby de Eresby (Lincolnshire, 16 de fevereiro de 1761 — Londres, 29 de dezembro de 1828) foi uma aristocrata britânica. Ela foi casada com Peter Burrell, 1.° Barão Gwydyr.

## Família
Priscilla foi a segunda filha e quarto criança nascida de Peregrine Bertie, 3.º Duque de Ancaster e Kesteven e de Mary Panton, de quem foi a segunda esposa.
Os seus avós paternos eram Peregrine Bertie, 2.º Duque de Ancaster e Kesteven e Jane Brownlow. Os seus avós maternos eram Thomas Panton de Newmarket e Priscilla. Através da bisavó paterna, Mary Wynn, mãe do 2.º duque, ela era descendente da Casa de Aberffraw do Reino de Venedócia.
Os seus irmãos eram: Mary Catherine, Peregrine Thomas, Marquês de Lindsey, Robert Bertie, 4º Duque de Ancaster e Kesteven, e Georgiana Charlotte, esposa de George Cholmondeley, 1º Marquês de Cholmondeley.

## Biografia
Na data de 23 de fevereiro de 1779, aos 18 anos, Priscilla se casou com Peter Burrell, de 25, em Berkeley Square, na cidade de Londres. Peter era filho de Peter Burrrell, membro do Parlamento para Lauceston, além de Inspetor Geral das Terras da Coroa, e de Elizabeth Lewis. O casal teve quatro filhos, três meninos e uma menina.
Com o casamento, ela assegurou as propriedade galesas de Gwyndyrno no Vale de Conwy e do Castelo de Grimsthorpe, em Lincolnshire.
Quando o seu irmão, Robert, morreu de febre escarlate em 8 de julho de 1779, sem esposa e descendentes, o ducado passou para o tio deles. Porém, o baronato de Willoughby de Eresby assim como a posição de Lord Great Chamberlain entrou em pendência entre Priscilla e a irmã mais nova, Georgiana. Contudo, em 18 de março de 1780, a pendência foi encerrada a favor de Priscilla, por ser a irmã mais velha.
Em 25 de maio de 1781, a baronesa também se tornou Joint Hereditary Lord Great Chamberlain.
Passou a ser também baronessa Gwydyr em 16 de junho de 1796, com a ascensão do marido. O barão morreu em 9 de junho de 1820.
A baronesa Priscilla faleceu em 29 de dezembro de 1828, aos 67 anos de idade, sem ter se casado novamente.
Priscilla foi sepultada na Igreja de Santa Maria Swinstead, no condado de Lincolnshire. Foi erigido um memorial no seu local de enterro de acordo com o testamento de sua filha mais nova, Elizabeth, Condessa de Clare.

## Descendência
- Peter Robert Burrell (12 de março de 1782 – 22 de fevereiro de 1865), sucessor da mãe como 22.º Barão Willoughby de Eresby. Foi Deputy Lord Great Chamberlain da Inglaterra na coroação do rei Jorge e depois na coroação da rainha Vitória. Foi casado com Sarah Clementina Drummond, com quem teve cinco filhos;
- Lindsey Merrick Peter Burrell (20 de junho de 1786 – 1 de janeiro de 1848), foi marido de Frances Daniell, com quem teve quatro filhos;
- William Peregrine Peter Burrell (1 de outubro de 1788 – 27 de julho de 1852), não foi casado e nem teve filhos;
- Elizabeth Julia Georgiana Burrell (25 de março de 1793 – 30 de abril de 1879), graduada em 1819, com um Mestrado em Artes. Foi casada com John FitzGibbon, 2.º Conde de Clare, mas não teve filhos.